# Выпускной угар, или День самоуправления
«Выпускной угар, или День самоуправления» (англ. Senior Skip Day) — американский фильм 2008 года.

## Аннотация
Чтобы отметить завершение своего выпускного года в школе «с огоньком», Адам Харрис придумывает устроить грандиозную вечеринку в доме, где живёт директор его школы, Франкфурт Дикуолдер. Когда до Дикуолдера доходят слухи о грядущей тусовке, он реагирует на это весьма решительно. Адам, тем не менее, рассчитывает, каким образом обойти препятствия и осуществить свою затею во что бы то ни стало.

## В ролях
- Ларри Миллер — Дикуалдер
- Гари Ланди — Адам Харрис
- Тара Рид — Эллен Харрис
- Лиа Томпсон — Кэтлин Харрис
- Норм Макдональд (англ.) — Мр. Регетти
- Клинт Ховард — Лионель Хаффер
- Кайла Юэлл — Кара
- Talan Torriero — Скотт
- en:Brett Claywell — Карл Смит
- Джексон Рэтбоун — Снипи
- en:Taryn Southern — Иша
- en:Derek Mio — Ральф Ли Ченг
- en:Jessica Morris — Дениз
- en:Jerod Mixon — Барри
- en:Jamal Mixon — Гарри
- Тексас Бэттл — Ламар Вашингтон
- en:Earl Billings — Отец Ламар
- en:Russell Howard — Марк Sicki
- Тед Ланж — преподобный
- Расселл Питерс — дядя Тодд